# MTS-Bank
MTS-Bank (ros. МТС-банк) – rosyjski bank komercyjny z siedzibą w Moskwie. Został założony w 1993 roku pod nazwą „Moskiewski bank rekonstrukcji i rozwoju” (ros. Московский банк реконструкции и развития). Obecnie należy do TOP-50 największych banków w Rosji. Właścicielem banku jest konglomerat „Sistema” oraz Mobile TeleSystems.